# چخالتا
چخالتا (به لاتین: Chkhalta) یک منطقهٔ مسکونی در گرجستان است که در ناحیه گولریپشی واقع شده‌است.